# Israel Erlandsson
Israel Erlandsson (latinska namnformer Israel Erlandi eller Israel Erlendi), svensk kanik, dominikanermunk och biskop, död omkring 1328, han var död 15 maj 1329.
Son till Erland Israelsson av Finstaätten och Katarina Johansdotter av Ängelätten, kusin till Upplandslagmannen Birger Persson och brorson till ärkebiskopen Jakob Israelsson.
Efter skoltiden i Linköping blev Israel Erlandsson år 1274 kanik vid Uppsala domkyrka, vilket han förblev till omkring 1280, då han inträdde i dominikankonventet i Sigtuna, där han senast år 1298 blev prior. År 1309 utnämndes han av påven Clemens V till biskop i Västerås stift. Han biskopsvigdes år 1311.
Israel Erlandsson var en av huvudaktörerna bakom tillkomsten av Erik den heliges legend och mirakelsamling.